# Kawanishi K-3
El Kawanishi K-3 fue un avión multiuso japonés. Se trataba de un  biplano con capacidad para un tripulante y dos pasajeros.

## Historial
El K-3 fue un desarrollo del previo K-1, con una importante serie de mejoras. Los montantes interplano fueron reducidos de cuatro a dos por banda, dejando además un mayor espacio entre las alas, cuyo perfil fue modificado. El motor era un Maybach Mb IV de 6 cilindros en línea cuyo radiador estaba encastrado en el plano superior, eliminando el problema aerodinámico que causaba el del motor Hall-Scott empleado en el K-1, frente al piloto y fuera del fuselaje. Se disponía de espacio para un piloto y dos pasajeros, distribuidos en dos cabinas abiertas, el piloto en la trasera y los pasajeros lado a lado en la delantera. 
Kawanishi tenía grandes expectativas para este aparato, cuyo rendimiento era superior al de cualquier otro aparato civil japonés. Su velocidad era equiparable a la de un caza y su capacidad de carga similar a la de un bombardero ligero, resultando un avión extremadamente versátil, capaz de realizar labores de comunicación, reconocimiento o transporte de pasajeros o correo. Sin embargo, el Nakajima Tipo 5 empleado por el Ejército Imperial Japonés fue dado de baja en el servicio y quedó disponible para el mercado civil, con lo que el K-3 vio limitada su producción a un único ejemplar.
En 1926 el K-3 experimentó modificaciones en su fuselaje a raíz de la sustitución del motor Maybach por un Benz Bz IIIaV, con lo que el aparato fue redenominado K-3B.

## Variantes
K-3
Versión original. 1 unidad construida.
K-3B
Versión modificada del K-3 equipada con un motor Benz y fuselaje rediseñado.

## Especificaciones (con motor Maybach)
Referencia datos: Japanese Aircraft 1910–1941

### Características generales
- Tripulación: 1
- Capacidad: 2 pasajeros
- Longitud: 8,86 m
- Envergadura: 10,03 m
- Altura: 2,60 m
- Superficie alar: 30,5 m²
- Peso vacío: 970 kg
- Peso cargado: 1.400 kg
- Planta motriz: 1× motor en línea de 6 cilindros Maybach Mb.IV.
  - Potencia: 260-305 hp

### Rendimiento
- Velocidad máxima operativa (Vno): 224 km/h
- Alcance: km
- Radio de acción: km
- Alcance en combate: km
- Alcance en ferry: km
- Techo de vuelo: 8.500 m

### Aeronaves similares
- Alliance A-1 Argo
- de Havilland DH.37

### Secuencias de designación
K-1 • K-2 • K-3 • K-5 • K-6 →